# 日南市立細田中学校
日南市立細田中学校（にちなんしりつ ほそだちゅうがっこう）は、宮崎県日南市にある公立中学校。

## 沿革

### 経緯
細田中学校は、南那珂郡細田町の中学校として青年学校跡に設置された。日南市への編入により日南市立となり、大窪中学校の編入を経て現在に至る。旧大窪中学校は、榎原中学校の分校として設置された。大窪地区は榎原村役場のある橋ノ口地区との間を、細田町によって隔てられていたため、細田町･日南市とのつながりが深い地域であった。分校設置から1ヶ月後に宮崎県から再び榎原中学校へ統合する通達があったが、生徒を近隣の学校へ転校させるなど住民の強い反対により、存続される1。
テニス部は、1955年（昭和30年）から1981年（昭和56年）の間に、県大会で団体優勝が9回、準優勝が3回、個人優勝が3回という実績をおさめた[2]。1982年（昭和57年）3月、過疎化･校舎の老朽化を理由に細田中学校へ統合された。

### 年表

#### 細田中学校
- 1947年5月8日 - 細田町立細田中学校として開校。
- 1954年12月3日 - 校歌制定。
- 1955年2月21日 - 日南市への編入に伴い日南市立細田中学校に改称。
- 1958年3月14日 - 体育館竣工。
- 1972年9月11日 - プール竣工。
- 1982年4月1日 - 大窪中学校を統合。
- 1995年6月3日 - 新校舎竣工。
- 2002年4月7日 - 学校給食開始。

#### 大窪中学校
- 1948年9月 - 榎原村立榎原中学校大窪分校として開校。
- 1955年4月1日 - 榎原村立大窪中学校として独立。
- 1956年4月1日 - 榎原村分離および、大窪地区の日南市への編入に伴い、日南市立大窪中学校に改称。
- 1977年 - 学校統廃合の説明会を開始。
- 1981年 - 大窪地区の統合委員会と日南市が統合に合意。
  - 通学費補助と公民館建設が条件に盛り込まれる[2]。
- 1982年3月 - 閉校、細田中学校に統合。

## 概要
（[R2年度]5月1日現在）
- 生徒数 36名
- 学級数 4(1A、2A、3A・B組)
- 職員数 15人(外部からの先生と事務局員合わせて)

- 部活動
  - 男子ソフトテニス部 10名(1年5名・2年5名)
  - 女子ソフトテニス部 6名(1年5名・2年1名)

- 委員会活動
  - 学習文化委員会
  - 保健体育委員会
  - 生活委員会
  - 執行部(生徒会)

## 交通
- JR日南線　大堂津駅下車

## 著名な関係者
卒業生
- 中園直樹（小説家・詩人）
- 榎木田朱美（UMKアナウンサー）

## 参考資料
- ^『ここに学校があった』- 宮崎県教職員互助会発行 320頁
- a b 日南市のあゆみ - 日南市誌 市制施行五十周年記念誌 2005年10月 - 日南市史編さん室 294頁

座標: 北緯31度33分55.282秒 東経131度21分2.225秒